# Noriaki Kasai
Noriaki Kasai (Japans: 葛西 紀明, Kasai Noriaki) (Shimokawa, Hokkaido, 6 juni 1972) is een Japans schansspringer en voormalig wereldkampioen skivliegen. Hij behaalde ook drie Olympische medailles.

## Carrière
Hij debuteerde in het internationale circuit tijdens de wereldkampioenschappen schansspringen in februari 1989 in het Finse Lahti.

### Wereldbeker
Zijn volgende optreden was in de wereldbeker schansspringen waar hij debuteerde in december 1989. In de wereldbeker haalde hij 63 keer het podium waarvan hij 17 wedstrijden won. Zijn eerste overwinning in een wereldbekerwedstrijd behaalde hij op 22 maart 1992 op de Čerťák in het Tsjechische Harrachov. Tijdens het seizoen 1992/1993 eindigde Kasai op de 3e plaats in de eindstand van de wereldbeker. In datzelfde seizoen eindigde Kasai op de tweede plaats in het Vierschansentoernooi, achter de Oostenrijker Andreas Goldberger. Ook in het seizoen 1998/1999 eindigde Kasai derde in de eindstand van de wereldbeker. Ook nu eindigde hij tweede in het Vierschansentoernooi, dit keer achter de Janne Ahonen.
Op 41-jarige leeftijd, bijna tien jaar na zijn vorige zege, behaalde hij in het Oostenrijkse Bad Mitterndorf op 11 januari 2014 een zestiende zege in een wereldbekerwedstrijd. Dankzij deze zege werd hij de oudste winnaar van een wereldbekerwedstrijd schansspringen. Ook in november 2014 won hij nog een wereldbekerwedstrijd in het Finse Kuusamo. In het seizoen 2016/2017 sprong Kasai op 44-jarige leeftijd nog naar een tweede en een derde plaats in een wereldbekerwedstrijd. Kasai heeft in de wereldbeker dan ook diverse leeftijdsrecords op zijn naam staan.

### Wereldkampioenschappen
Hij won in 1992 het WK skivliegen in Harrachov. In 2003 kwamen er nog twee bronzen medailles bij op het WK schansspringen op de grote en kleine schans. Met het Japanse team won hij op het WK schansspringen in 1999 en 2003 zilver en in 2007 en 2009 brons. Op de 2015 behaalde hij met Sara Takanashi, Yuki Ito en Taku Takeuchi brons op de competitie voor gemengde landenteams.

### Olympische Spelen
Noriaki Kasai is met acht deelnames recordhouder wat betreft het aantal deelnames aan de Olympische Winterspelen en dit over alle wintersporten heen. Hij maakte zijn debuut op de OS 1992 in Albertville. Twee jaar later, tijdens de OS 1994 in Lillehammer, behaalde hij aan de zijde van Jinya Nishikata, Takanobu Okabe en Masahiko Harada de zilveren medaille in de landenwedstrijd. Exact 20 jaar later, op de Spelen in 2014 in het Russische Sotsji won hij individueel een zilveren medaille op de grote schans (achter Olympisch kampioen Kamil Stoch) en met het Japanse team brons. Hiermee is hij de oudste winnaar van een olympische medaille in het schansspringen.

## Belangrijkste resultaten

### Olympische Winterspelen
| Jaar | Plaats         | Resultaten                                                          |
| ---- | -------------- | ------------------------------------------------------------------- |
| 1992 | Albertville    | 31e normale schans 26e grote schans 4e landenwedstrijd grote schans |
| 1994 | Lillehammer    | 5e normale schans · 14e grote schans · landenwedstrijd grote schans |
| 1998 | Nagano         | 7e normale schans                                                   |
| 2002 | Salt Lake City | 49e normale schans 41e grote schans                                 |
| 2006 | Turijn         | 20e normale schans 12e grote schans 6e landenwedstrijd grote schans |
| 2010 | Vancouver      | 17e normale schans 8e grote schans 5e landenwedstrijd grote schans  |
| 2014 | Sotsji         | 8e normale schans · grote schans · landenwedstrijd grote schans     |
| 2018 | Pyeongchang    | 21e normale schans 33e grote schans 6e landenwedstrijd grote schans |

### Wereldkampioenschappen skivliegen
| Jaar | Plaats          | Resultaten                                 |
| ---- | --------------- | ------------------------------------------ |
| 1990 | Vikersund       | 23e individuele wedstrijd                  |
| 1992 | Harrachov       | individuele wedstrijd                      |
| 1994 | Planica         | 19e individuele wedstrijd                  |
| 1996 | Bad Mitterndorf | 24e individuele wedstrijd                  |
| 2000 | Vikersund       | 5e individuele wedstrijd                   |
| 2004 | Planica         | 24e individuele wedstrijd 5e teamwedstrijd |
| 2008 | Oberstdorf      | 35e individuele wedstrijd 7e Teamwedstrijd |
| 2010 | Planica         | 12e Teamwedstrijd                          |
| 2014 | Harrachov       | 4e individuele wedstrijd                   |
| 2016 | Bad Mitterndorf | 5e individuele wedstrijd                   |
| 2018 | Oberstdorf      | 25e individuele wedstrijd                  |

### Wereldkampioenschappen schansspringen
| Jaar | Plaats        | Resultaten                                                                                               |
| ---- | ------------- | --- |
| 1989 | Lahti         | 54e normale schans 57e grote schans 15e landenwedstrijd grote schans                                     |
| 1991 | Val di Fiemme | 36e grote schans 11e landenwedstrijd grote schans                                                        |
| 1993 | Falun         | 10e normale schans 7e grote schans 5e landenwedstrijd grote schans                                       |
| 1999 | Ramsau        | 5e normale schans · 10e grote schans · landenwedstrijd grote schans                                      |
| 2001 | Lahti         | 8e normale schans 19e grote schans 4e landenwedstrijd normale schans 4e landenwedstrijd grote schans     |
| 2003 | Val di Fiemme | normale schans · grote schans · landenwedstrijd grote schans                                             |
| 2005 | Oberstdorf    | 21e normale schans 36e grote schans 9e landenwedstrijd normale schans 10e landenwedstrijd grote schans   |
| 2007 | Sapporo       | 34e normale schans · 24e grote schans · landenwedstrijd grote schans                                     |
| 2009 | Liberec       | 30e normale schans · 32e grote schans · landenwedstrijd grote schans                                     |
| 2011 | Oslo          | 26e normale schans 24e grote schans 5e landenwedstrijd normale schans 6e landenwedstrijd grote schans    |
| 2013 | Val di Fiemme | 35e normale schans 22e grote schans 5e landenwedstrijd grote schans                                      |
| 2015 | Falun         | 35e normale schans · 11e grote schans · landenwedstrijd normale schans · 4e landenwedstrijd grote schans |
| 2017 | Lahti         | 28e normale schans 32e grote schans 7e landenwedstrijd grote schans                                      |

### Wereldbeker
Eindklasseringen
| Seizoen   | Algm  | SV     | 4S     | NT  | RAW |
| --------- | ----- | ------ | ------ | --- | --- |
| 1989/1990 | 24e   |        | 19e    |     |     |
| 1991/1992 | 9e    | 7e     | -      |     |     |
| 1992/1993 | Brons | -      | Zilver |     |     |
| 1993/1994 | 6e    | 19e    | 4e     |     |     |
| 1995/1996 | 36e   | 26e    | 10e    |     |     |
| 1996/1997 | 17e   | 23e    | 24e    |     |     |
| 1997/1998 | 10e   | 13e    | 24e    | -   |     |
| 1998/1999 | Brons | Zilver | Zilver | -   |     |
| 1999/2000 | 15e   | 10e    | 20e    | -   |     |
| 2000/2001 | 4e    | 8e     | 12e    | -   |     |
| 2001/2002 | 23e   |        | 31e    | 32e |     |
| 2002/2003 | 13e   |        | 23e    | 7e  |     |
| 2003/2004 | 8e    |        | 8e     | 10e |     |
| 2004/2005 | 16e   |        | 11e    | 26e |     |
| 2005/2006 | 21e   |        | 9e     | 15e |     |
| 2006/2007 | 26e   |        | 34e    | 20e |     |
| 2007/2008 | 34e   |        | 34e    | 31e |     |
| 2008/2009 | 15e   | 20e    | 13e    | 13e |     |
| 2009/2010 | 17e   | -      | 11e    | 8e  |     |
| 2010/2011 | 25e   | 31e    | 31e    |     |     |
| 2011/2012 | 51e   | 45e    | 33e    |     |     |
| 2012/2013 | 24e   | 17e    | 42e    |     |     |
| 2013/2014 | 5e    | Zilver | 5e     |     |     |
| 2014/2015 | 6e    | 4e     | 4e     |     |     |
| 2015/2016 | 8e    | 5e     | 7e     |     |     |
| 2016/2017 | 15e   | 4e     | 29e    |     | 8e  |
| 2017/2018 | 26e   | 9e     | 40e    |     | 24e |
| 2018/2019 | 37e   | 26e    | 42e    |     | 42e |

Wereldbekerzeges
| Datum            | Plaats                 | Schans      |
| Individueel      | Individueel            | Individueel |
| ---------------- | ---------------------- | ----------- |
| 22 maart 1992    | Harrachov              | K180        |
| 1 januari 1993   | Garmisch-Partenkirchen | K107        |
| 23 januari 1993  | Predazzo               | K120        |
| 6 maart 1993     | Lahti                  | K90         |
| 9 januari 1994   | Murau                  | K120        |
| 22 maart 1998    | Planica                | K120        |
| 3 januari 1999   | Innsbruck              | K120        |
| 29 januari 1999  | Willingen              | K120        |
| 31 januari 1999  | Willingen              | K120        |
| 9 maart 1999     | Trondheim              | K120        |
| 14 maart 1999    | Oslo                   | K115        |
| 21 maart 1999    | Planica                | K185        |
| 1 januari 2001   | Garmisch-Partenkirchen | K115        |
| 9 februari 2003  | Willingen              | K120        |
| 28 februari 2004 | Park City              | K120        |
| 11 januari 2014  | Bad Mitterndorf        | HS200       |
| 29 november 2014 | Kuusamo                | HS142       |
| Teamwedstrijden  |                        |             |
| 27 maart 1993    | Planica                | K120        |
| 30 januari 1999  | Willingen              | K120        |
| 19 januari 2001  | Park City              | K134        |

### Grand Prix
Eindklasseringen
| Jaar | Plaats |
| ---- | ------ |
| 1994 | 26e    |
| 1996 | 15e    |
| 1997 | 11e    |
| 1998 | 7e     |
| 1999 | 25e    |
| 2000 | 4e     |
| 2001 | 31e    |
| 2002 | 42e    |
| 2003 | 13e    |
| 2004 | 5e     |
| 2005 | 34e    |
| 2006 | 30e    |
| 2007 | 15e    |
| 2008 | 41e    |
| 2009 | 10e    |
| 2010 | 74e    |
| 2011 | 55e    |
| 2012 | 22e    |
| 2013 | 16e    |
| 2014 | 49e    |
| 2015 | 42e    |
| 2016 | 59e    |
| 2017 | 44e    |

Grand Prix-zeges
| Datum            | Plaats       | Schans      |
| Individueel      | Individueel  | Individueel |
| ---------------- | ------------ | ----------- |
| 29 augustus 2009 | Hakuba       | HS131       |
| 24 augustus 2013 | Hakuba       | HS131       |
| Teamwedstrijden  |              |             |
| 14 augustus 2012 | Courchevel   | HS96        |
| 27 juli 2013     | Hinterzarten | HS108       |